# The Sound of The Smiths
The Sound of The Smiths é uma coletânea da banda britânica The Smiths lançada em 10 de novembro de 2008. Está disponível em edições de disco simples e duplo. Morrissey é creditado por ter cunhado o título da compilação, enquanto Johnny Marr estava envolvido na masterização do projeto. O material promocional inicial do álbum era originalmente intitulado Hang the DJ: The Very Best of the Smiths, mas isso foi alterado para o lançamento final.
| Críticas profissionais | Críticas profissionais |
| Avaliações da crítica  | Avaliações da crítica  |
| Fonte                  | Avaliação              |
| ---------------------- | ---------------------- |
| AllMusic               | [ 4 ]                  |
| Blender                | [ 5 ]                  |
| The Guardian           | [ 6 ]                  |
| Hot Press              | [ 7 ]                  |
| Pitchfork              | 7.5/10                 |
| Rolling Stone          | [ 9 ]                  |

O álbum alcançou a posição 21 na parada de álbuns do Reino Unido e a posição 98 na Billboard 200. As fotos nas capas das edições original e deluxe foram tiradas por Tom Sheehan. É o único álbum que conta com os integrantes da banda na arte da capa.

## Lista de faixas
Todas as faixas escritas e compostas por Morrissey/Marr. 
| CD 1 |                                                            |                                                |         |  |
| N.º  | Título                                                     | Fonte                                          | Duração |  |
| 1.   | "Hand in Glove" (Single version)                           | Single Lado A                                  | 3:17    |  |
| 2.   | "This Charming Man"                                        | Single Lado A                                  | 2:44    |  |
| 3.   | "What Difference Does It Make?" (Peel Session 18/5/83)     | Hatful of Hollow                               | 3:14    |  |
| 4.   | "Still Ill"                                                | The Smiths                                     | 3:22    |  |
| 5.   | "Heaven Knows I'm Miserable Now"                           | Single Lado A                                  | 3:35    |  |
| 6.   | "William, It Was Really Nothing"                           | Single Lado A                                  | 2:13    |  |
| 7.   | "How Soon Is Now?" (12" Version)                           | Lado B de "William, It Was Really Nothing" 12" | 6:47    |  |
| 8.   | "Nowhere Fast"                                             | Meat Is Murder                                 | 2:38    |  |
| 9.   | "Shakespeare's Sister"                                     | Single Lado A                                  | 2:09    |  |
| 10.  | "Barbarism Begins at Home" (7" edit Version)               | Meat Is Murder/Single Lado A                   | 3:51    |  |
| 11.  | "That Joke Isn't Funny Anymore" (Single Edit)              | Meat Is Murder/Single Lado A                   | 3:53    |  |
| 12.  | "The Headmaster Ritual"                                    | Meat Is Murder                                 | 4:56    |  |
| 13.  | "The Boy with the Thorn in His Side"                       | The Queen Is Dead                              | 3:18    |  |
| 14.  | "Bigmouth Strikes Again"                                   | Single Lado A/The Queen Is Dead                | 3:15    |  |
| 15.  | "There Is a Light That Never Goes Out"                     | The Queen Is Dead                              | 4:05    |  |
| 16.  | "Panic"                                                    | Single Lado A                                  | 2:20    |  |
| 17.  | "Ask" (Album Version)                                      | Louder Than Bombs                              | 3:17    |  |
| 18.  | "You Just Haven't Earned It Yet, Baby" (U.S. Mix)          | Louder Than Bombs                              | 3:35    |  |
| 19.  | "Shoplifters of the World Unite"                           | Single Lado A                                  | 2:58    |  |
| 20.  | "Sheila Take a Bow"                                        | Single Lado A/Louder Than Bombs                | 2:42    |  |
| 21.  | "Girlfriend in a Coma"                                     | Single Lado A/Strangeways, Here We Come        | 2:03    |  |
| 22.  | "I Started Something I Couldn't Finish"                    | Single Lado A/Strangeways, Here We Come        | 3:49    |  |
| 23.  | "Last Night I Dreamt That Somebody Loved Me" (Single Edit) | Strangeways, Here We Come/Single Lado A        | 3:11    |  |

- O lançamento do iTunes da edição deluxe inclui as faixas bônus "Rubber Ring" (como faixa 14) e "The Draize Train" (como faixa 18) no CD 1.
- Além disso, a edição do iTunes da versão de disco único inclui "What She Said" (como faixa 10) como faixa bônus, além de "Hand in Glove" (Live at Brixton Ace 29/6/83) (como faixa 25).
- "You Just Haven't Earned It Yet, Baby" é uma versão um pouco mais lenta do que a lançada anteriormente. De acordo com uma entrevista publicada na página inicial de Johnny Marr com o engenheiro de masterização Frank Arkwright, "[Nós] removemos o varispeed da versão original, que eu achei muito rápida."[10]
Todas as faixas escritas e compostas por Morrissey/Marr, exceto "What's the World?," por James, e "Oscillate Wildly", por Johnny Marr.. | CD 2: Deluxe Edition |                                                                |                                                    |         |  |
| N.º                  | Título                                                         | Fonte                                              | Duração |  |
| 1.                   | "Jeane"                                                        | Lado B de "This Charming Man"                      | 3:03    |  |
| 2.                   | "Handsome Devil" (Live at The Haçienda, Manchester, 4/2/83)    | Lado B de "Hand in Glove"                          | 2:55    |  |
| 3.                   | "This Charming Man" (New York Vocal)                           | Lado B de "This Charming Man" 12"                  | 5:35    |  |
| 4.                   | "Wonderful Woman"                                              | Lado B de "This Charming Man"                      | 3:11    |  |
| 5.                   | "Back to the Old House"                                        | Lado B de "What Difference Does it Make?"          | 3:04    |  |
| 6.                   | "These Things Take Time"                                       | Lado B de "What Difference Does It Make?"          | 2:22    |  |
| 7.                   | "Girl Afraid"                                                  | Lado B de "Heaven Knows I'm Miserable Now"         | 2:47    |  |
| 8.                   | "Please, Please, Please, Let Me Get What I Want"               | Lado B de "William, It Was Really Nothing"         | 1:50    |  |
| 9.                   | "Stretch Out and Wait" (Alternate Vocal Version)               | The World Won't Listen                             | 2:44    |  |
| 10.                  | "Oscillate Wildly"                                             | Lado B de "How Soon Is Now?" 12"                   | 3:29    |  |
| 11.                  | "Meat Is Murder" (Live at Oxford Apollo 18/3/85)               | Lado B de "That Joke Isn't Funny Anymore"          | 5:37    |  |
| 12.                  | "Asleep"                                                       | Lado B de "The Boy With the Thorn in His Side"     | 4:10    |  |
| 13.                  | "Money Changes Everything"                                     | Lado B de "Bigmouth Strikes Again"                 | 4:39    |  |
| 14.                  | "The Queen Is Dead"                                            | The Queen Is Dead                                  | 6:23    |  |
| 15.                  | "Vicar in a Tutu"                                              | Lado B de "Panic" /The Queen Is Dead               | 2:22    |  |
| 16.                  | "Cemetry Gates"                                                | Lado B de "Ask" / The Queen Is Dead                | 2:41    |  |
| 17.                  | "Half a Person"                                                | Lado B de "Shoplifters of the World Unite"         | 3:38    |  |
| 18.                  | "Sweet and Tender Hooligan" (Peel Session 2/12/86)             | Louder Than Bombs                                  | 3:34    |  |
| 19.                  | "Pretty Girls Make Graves" (Troy Tate Demo)                    | Lado B de "I Started Something I Couldn't Finish"  | 3:32    |  |
| 20.                  | "Stop Me If You Think You've Heard This One Before"            | Strangeways, Here We Come                          | 3:31    |  |
| 21.                  | "What's the World?" (Live at the Barrowlands, Glasgow 25/9/85) | Lado B def "I Started Something I Couldn't Finish" | 2:06    |  |
| 22.                  | "London" (Live at National Ballroom, Kilburn)                  | Rank                                               | 2:40    |  |

## Gráficos
| Gráfico (2008–2010)                 | Posição |
| ----------------------------------- | ------- |
| Austrália (ARIA)                    | 114     |
| Bélgica (Ultratop Flandres)         | 68      |
| Itália (FIMI)                       | 18      |
| Irlanda (IRMA)                      | 28      |
| Escócia (Official Scottish Albums)  | 23      |
| Portugal (AFP)                      | 50      |
| Reino Unido (Official Albums Chart) | 21      |
| Estados Unidos (Billboard 200)      | 98      |

| Gráfico (2023)  | Posição |
| --------------- | ------- |
| UK Albums (OCC) | 71      |

| Gráfico (2024)  | Posição |
| --------------- | ------- |
| UK Albums (OCC) | 52      |

## Certificações
| Região | Certificação | Unidades certificadas/vendas |
| --- | ------------ | ---------------------------- |
| Itália (FIMI) | Ouro         | 35,000*                      |
| Reino Unido (BPI) | 3× Platina   | 900,000‡                     |
| * Os números de vendas são baseados apenas na certificação. ‡ Os números de vendas e streaming são baseados apenas na certificação. |              |                              |